# Заболоцький Микола Олексійович
Заболоцький Микола Олексійович (24 квітня (7 травня) 1903, Кізична слобода Каймарської волості Казанського повіту Казанської губернії, Російська імперія — 14 жовтня 1958, Москва, СРСР) — російський радянський поет.

## Початок життя. Ранній період
Народився недалеко від Казані — на фермі Казанського губернського земства, що містилася зараз же біля Кізичної слободи, де його батько Олексій Агафонович Заболоцький (1864—1929) — агроном — працював управителем, а мати Лідія Андріївна (уроджена Дьяконова) (1882(?)—1926) — сільською вчителькою. З 1913 по 1920 роки жив в Уржумі, де навчався в реальному училищі, захоплювався історією, хімією, малюванням.
У ранніх віршах поета змішувалися спогади і переживання хлопчика з села, органічно пов'язаного з селянською працею і рідною природою, враження учнівської життя і строкаті книжкові впливи, у тому числі панівної передреволюційної поезії — символізму, акмеїзму. Того часу Заболоцький виділяв для себе творчість Блока, Ахматової.
У 1920-му, закінчивши реальне училище в Уржумі, він їде до Москви і вступає там на медичний та історико-філологічний факультети університету. Дуже скоро, проте, з'являється в Петрограді, де навчається на відділенні мови та літератури педінституту імені Герцена, яке закінчує в 1925-му, маючи з собою — за власним визначенням — «об'ємистий зошит поганих віршів». У наступному році його призивають на військову службу.
Служить у Ленінграді, на Виборзькій стороні, і вже в 1927 році звільняється в запас.
По закінченні служби отримав місце у відділі дитячої книги ленінградського ОГІЗу, яким керував С. Маршак.
Пішовши з армії, поет потрапив в обстановку останніх років НЕПу, сатиричне зображення якої стало темою віршів раннього періоду, які склали його першу поетичну книгу — «Стовпці». У 1929 р. вона вийшла в світ у Ленінграді й одразу викликала літературний скандал і знущальні відгуки в пресі.
Заболоцькому вдалося створювати дивовижно багатовимірні вірші — і перший їх вимір, помітний одразу ж — це гострий гротеск і сатира на тему міщанського побуту і повсякденності, що розчиняють у собі особистість.

## Мистецький шлях
З вірша «Меркнут знаки зодиака» починається таїнство зародження головної теми, «нерва» творчих пошуків Заболоцького — вперше звучить Трагедія Розуму. «Нерв» цих пошуків надалі змусить автора приділяти дедалі більше рядків філософській ліриці. Крізь усі його вірші пролягає шлях украй напруженого вживання індивідуальної свідомості до загадкового світу буття, який незмірно ширший і багатший створених людьми розважливих конструкцій. На цьому шляху поет-філософ зазнає істотну еволюцію, в ході якої можна виділити три діалектичні стадії: 1926—1933 рр.; 1932—1945 рр. і 1946—1958 рр.
Заболоцький читав багато і з захопленням: читав праці Енгельса, Григорія Сковороди, робо́ти Климента Тимірязєва про рослини, Юрія Філіпченко про еволюційної ідеї в біології, Вернадського про біо- і ноосфери, що охоплюють все живе і розумне на планеті; читав теорію відносності Ейнштейна, яка набула широкої популярності у 1920-ті роки; «Філософію спільної справи» Миколи Федорова.
До моменту публікації «Стовпців» у їх автора вже була власна натурфілософська концепція. В її основі лежало уявлення про світобудову як єдину систему, що об'єднує живі і неживі форми матерії, які перебувають у вічній взаємодії і взаємоперетворенні.
В 1931 році Микола познайомився з роботами Ціолковського, які справили на нього незабутнє враження.
Збірка «Вірші. 1926—1932», вже набрана в друкарні, не була підписана до друку. Публікація нової поеми «Торжество землеробства», написаної в якійсь мірі під враженням «Ладомира» Велимира Хлєбникова (1933), викликала нову хвилю цькування Заболоцького. Загрозливі політичні звинувачення у критичних статтях дедалі більше переконували поета, що йому не дадуть утвердитися в поезії зі своїм власним, оригінальним напрямком. Це породило у нього розчарування і творчий спад у другій половині 1933 року, 1934, 1935 роках. Кошти на прожиття давала робота в дитячій літературі — у 1930-х роках він співпрацював у журналах «Їжак» та «Чиж», писав вірші та прозу для дітей (у тому числі переказав для дітей «Гаргантюа і Пантагрюеля» Франсуа Рабле (1936)).
Поступово становище Заболоцького в літературних колах Ленінграда зміцнювалося. Але насталий добробут був оманливим.

### В ув'язненні
19 березня 1938 року Заболоцький був заарештований і згодом засуджений у справі по антирадянській пропаганді. Від смертної кари його врятувало те, що, незважаючи на важкі фізичні випробування на допитах, він не визнав обвинувачення у створенні контрреволюційної організації, куди нібито повинні були входити Микола Тихонов, Борис Корнілов та інші.
Свій строк він відбував з лютого 1939 до травня 1943 р. в системі Востоклагу в районі Комсомольська-на-Амурі; потім в системі Алтайлагу в Кулундинських степах. Часткове уявлення про табірне життя дає підготована ним добірка «Сто листів 1938—1944 років» — витяги з листів до дружини і дітей.
З березня 1944 р., після звільнення з табору, жив у Караганді. Там він закінчив перекладення «Слова о полку Ігоревім» (розпочате в 1937 р.), яке стало найкращим в ряду дослідів багатьох російських поетів. Це допомогло в 1946 р. домогтися дозволу жити в Москві.
У 1946 році М. О. Заболоцького поновили в Спілці письменників. Розпочався новий, московський період його творчості. Незважаючи на удари долі, він зумів повернутися до незді́йснених раніше задумів.

### Московський період
Період повернення до поезії був не тільки радісним, але й важким. У написаних тоді віршах «Сліпий» і «Гроза» звучить тема творчості та натхнення. Більшість віршів 1946—1948 рр. отримали високу оцінку сьогоднішніх істориків літератури. Саме в цей період було написано «В этой роще берёзовой». У 1948 році виходить третя збірка віршів поета.
У 1949—1952 роках крайнього посилення ідеологічного гноблення, творчий підйом, що проявився в перші роки після повернення, змінився творчим спадом і майже повним перемиканням на художні переклади. Побоюючись, що його слова знову будуть використані проти нього, Заболоцький стримував себе і не писав. Положення змінилося лише після XX з'їзду КПРС, з початком хрущовської відлиги, що ознаменувала послаблення ідеологічної цензури в літературі і мистецтві.
На нові віяння в житті країни він відгукнувся віршами «Десь у полі біля Магадану», «Протистояння Марса», «Казбек». За останні три роки життя Заболоцький створив близько половини всіх творів московського періоду. Деякі з них з'явилися у пресі. В 1957 році вийшла четверта, найбільш повна його прижиттєва збірка творів.
Цикл ліричних віршів «Остання любов» вийшов у 1957 році, «єдиний у творчості Заболоцького, один з найбільш щемливих і болісних у російській поезії». Саме в цьому збірнику вміщено вірш «Освідчення» (рос. Признание), присвячене Н. А. Роскіній, що пізніше був перероблений пітерським бардом Олександром Лобановським (рос. Очарована околдована / С ветром в поле когда-то повенчана / Вся ты словно в оковы закована / Драгоценная ты моя женщина…).

## Смерть
Хоча перед смертю поет встиг отримати і широку читацьку увагу, і матеріальний достаток, це не могло компенсувати слабкість його здоров'я, підірваного в'язницею і табором. На думку М. Чуковського (який близько знав Заболоцького) завершальну, фатальну роль зіграли сімейні проблеми (розлучення з дружиною, її повернення). У 1955 році у Заболоцького стався перший інфаркт, у 1958 році — другий, а 14 жовтня 1958 року він помер.
Поховали поета на Новодівочому кладовищі.

## Творчість
Микола Олексійович Заболоцький належить до першого покоління російських письменників, що вступили в творчу пору життя вже після революції. У його біографії вражає дивовижна відданість поезії, наполеглива робота над вдосконаленням поетичної майстерності, цілеспрямований розвиток власної концепції світобудови і мужнє подолання бар'єрів, які доля зво́дила на його життєвому і творчому шляху.
З молодих років він дуже вимогливо ставився до своїх творів і до їх добору, вважаючи, що потрібно писати не окремі вірші, а цілу книгу. Протягом життя він кілька разів складав творчі зведення, з часом поповнюючи їх новими віршами; написані раніше — редагував і подеколи замінював іншими варіантами. За кілька днів до смерті Микола Олексійович написав літературний заповіт, у якому точно вказав, що́ має увійти в його підсумкове зібрання, структуру і назву книги.
Корній Іванович Чуковський у листі до М. О. Заболоцького 5 червня 1957 року:

### Переклади Заболоцького
Микола Заболоцький знав і перекладав з грузинської, італійської, німецької, української, французької й старофранцузької мов. Він є найбільшим перекладачем грузинських поетів: Д. Ґурамішвілі, Гр. Орбеліані, І. Чавчавадзе, А. Церетелі, В. Пшавели. Перу Заболоцького належить переклад поеми Ш. Руставелі «Витязь у тигровій шкурі» (1957 — остання редакція перекладу).
Серед українських авторів Заболоцький перекладав твори М. Коцюбинського і М. Бажана.
Про виконаний Заболоцьким переклад «Слова о полку Ігоревім» високо відгукувався Чуковський.
Перекладав також італійського поета Умберто Саба, німецького поета Фрідріха Рюккерта.

## Видані твори
- Столбцы / Обл. М. Кирнарского. — Л.: Изд-во писателей в Ленинграде, 1929. — 72 с. — 1200 экз.
- Таинственный город: [Очерки Тибета для юношества] / Рис. и обл. Н. Лапшина. — М.—Л.: ГИЗ, 1931. — 180 с.: ил. (под псевдонимом Я. Миллер)
- Вторая книга: Стихи / Пер. и титул С. М. Пожарского. — Л.: Гослитиздат, 1937. — 48 с. — 5300 экз.
- Стихотворения / Ред. А. Тарасенков; худ. В. Резников. — М.: Сов. писатель, 1948. — 92 с. — 7000 экз.
- Стихотворения. — М.: Гослитиздат, 1957. — 200 с. — 25 000 экз.
- Стихотворения. — М.: Гослитиздат, 1959. — 200 с. — 10 000 экз. — (Б-ка советской поэзии).
- Избранное. — М.: Сов. писатель, 1960. — 240 с. — 10 000 экз.
- Стихотворения / Под общей редакцией Глеба Струве и Б. А. Филиппова. Вступительные статьи Алексиса Раннита, Бориса Филиппова и Эммануила Райса. Washington, D.C.; N. Y.: Inter-Language Literary Associates, 1965.
- Стихотворения и поэмы. — М.—Л.: Сов.писатель, 1965. — 504 с. — 25 000 экз. — (Б-ка поэта. Большая серия).
- Стихотворения. — М.: Художественная литература, 1967.
- Избранное. — М.: Детская литература, 1970.
- Змеиное яблоко. — Л.: Детская литература, 1972.
- Избранные произведения: В 2 т. — М.: Худож. лит-ра, 1972.
- Избранное. — Кемерово, 1974.
- Избранное. — Уфа, 1975.
- Стихотворения и поэмы. — М.: Современник, 1981.
- Стихотворения. — Горький, 1983.
- Собрание сочинений: В 3 т. — М.: Худож. лит-ра, 1983—1984. — 50 000 экз.
- Стихотворения. — М.: Советская Россия, 1985.
- Стихотворения и поэмы. — М.: Правда, 1985.
- Стихотворения и поэмы. — Йошкар-Ола, 1985.
- Стихотворения. Поэмы. — Пермь, 1986.
- Стихотворения и поэмы. — Свердловск, 1986.
- Вешних дней лаборатория: Стихотворения (1926—1937 годы) / Гравюры Ю. Космынина. — М.: Молодая гвардия, 1987. — 175 с. — 100 000 экз. — (В молодые годы).
- Как мыши с котом воевали / Рис. С. Ф. Бобылёва. — Ставрополь: Ставропольское кн. изд-во, 1988. — 12 с.
- Журавли / Худ. В. Юрлов. — М.: Сов. Россия, 1989. — 16 с.
- Стихотворения. Поэмы. — Тула, 1989.
- Столбцы и поэмы: Стихотворения / Оформление Б. Тржемецкого. — М.: Художеств. лит-ра, 1989. — 352 с., 1 000 000 экз. — (Классики и современники: Поэтич. б-ка).
- Столбцы: Стихотворения. Поэмы. — Л.: Лениздат, 1990. — 366 с. — 50 000 экз.
- Избранные сочинения. Стихотворения, поэмы, проза и письма поэта / Сост., вступит. статья, примеч. Н. Н. Заболоцкого. — М.: Художеств. лит-ра, 1991. — 431 с. — 100 000 экз. — (Б-ка классики).
- История моего заключения. — М.: Правда, 1991. — 47 с. — 90 000 экз. — (Б-ка «Огонёк»; № 18). Архівовано січень 8, 2019 на сайті Wayback Machine.
- Как мыши с котом воевали: Стихи / Худ. Н. Шеварёв. — М.: Малыш, 1992. — 12 с.
- Столбцы. — СПб.: Северо-Запад, 1993.
- Огонь, мерцающий в сосуде…: Стихотворения и поэмы. Письма и статьи. Жизнеописание. Воспоминания современников. Анализ творчества. — М.: Педагогика-Пресс, 1995. — 944 с.
- Столбцы и поэмы. — М.: Русская книга, 1996.
- Меркнут знаки Зодиака: Стихотворения. Поэмы. Проза. — М.: Эксмо-Пресс, 1998. — 480 с. — (Домашняя библиотека поэзии).
- Поэтические переводы: В 3 т. — М.: Терра-Книжный клуб, 2004. — Т. 1: Грузинская классическая поэзия. — 448 с.; Т. 2: Грузинская классическая поэзия. — 464 с.; Т. 3: Славянский эпос. Грузинская народная поэзия. Грузинская поэзия XX в. Европейская поэзия. Восточная поэзия. — 384 с. — (Мастера перевода).
- Стихотворения. — М.: Прогресс-Плеяда, 2004. — 355 с.
- Не позволяй душе лениться: Стихотворения и поэмы. — М.: Эксмо, 2007. — 384 с. — (Золотая серия поэзии).
- Лирика. — М.: АСТ, 2008. — 428 с.
- Стихи о любви. — М.: Эксмо, 2008. — 192 с. — (Стихи о любви).
- Я воспитан природой суровой. — М.: Эксмо, 2008. — 558 с.
- Стихотворения и поэмы. — М.: Де Агостини, 2014. — (Шедевры мировой литературы в миниатюре).